# 바이바 브로카 (배우)
바이바 브로카(라트비아어: Baiba Broka, 1973년 1월 7일~)는 라트비아의 배우이다.

## 수상
- 리엘라이스 크리스탑스 영화제 여우주연상 (1990)